# Chalcophorella
Chalcophorella es un género de escarabajos barrenadores metálicos del orden Coleoptera.

## Especies
- Chalcophorella bagdadensis (Laporte y Gory, 1836)
- Chalcophorella escalerae (Abeille de Perrin, 1904)
- Chalcophorella fabricii (Rossi, 1792)
- Chalcophorella morgani Thery, 1925
- Chalcophorella orientalis (Obenberger, 1924)
- Chalcophorella quadrioculata (Redtenbacher, 1843)
- Chalcophorella stigmatica (Schonherr, 1817)